# Mordellistena exclamationis
Mordellistena exclamationis es una especie de coleóptero de la familia Mordellidae.

## Distribución geográfica
Habita en Brasil.